# Hoekse Lijn
De Hoekse Lijn is een metrolijn en voormalige treinlijn tussen Hoek van Holland Strand en Schiedam Centrum.
Van 1893 tot 2017 reden op dit traject reizigerstreinen en goederentreinen. Tot 2006 waren er internationale treinen met aansluiting op  veerdiensten. In 2017 zou de lijn in enkele maanden omgebouwd worden voor de metro, maar uiteindelijk was er 2,5 jaar geen enkel verkeer op dit spoor mogelijk. In 2019 kon een deel van het traject weer gebruikt worden, zowel door de metro als door goederentreinen. In 2023 is de metrolijn volledig opengesteld, van station Schiedam Centrum tot Hoek van Holland Strand. Hij maakt deel uit van lijn B van de Rotterdamse metro. Metrolijn B is daarmee de langste metrolijn van de Benelux geworden. 
De spoordijk dient tevens als waterkering en tot 1971 was er een werkspoor tot nabij Kijkduin, dat gebruikt is voor de kustbescherming en voor de Atlantikwall (Strandlijn).

## Geschiedenis
Tot de aanleg van de Hoekse Lijn werd in 1875 in de Tweede Kamer besloten. De minister van Binnenlandse Zaken, Heemskerk, wilde de lijn slechts aanleggen tot Maassluis, maar de Tweede Kamer bereikte door een amendement dat de lijn werd doorgetrokken naar Hoek van Holland.
De lijn werd aangelegd als aftakking van de bestaande lijn Rotterdam – Den Haag door de Staat der Nederlanden en in exploitatie gegeven aan de Hollandsche IJzeren Spoorweg-Maatschappij. Het gedeelte station Schiedam (thans Schiedam Centrum) – Vlaardingen – Maassluis werd geopend op 17 augustus 1891. Maassluis – Hoek van Holland volgde officieel op 1 juni 1893, hoewel in mei 1893 de treinen van de lokaaldienst tussen Rotterdam en Maassluis al doorreden naar Hoek van Holland. In Hoek van Holland werden twee stations geopend, Hoek van Holland (Haven) en Hoek van Holland (Eindpunt).
De spoorlijn ligt grotendeels op een speciaal hiervoor aangelegde waterkerende dijk, waarin tijdens de aanleg van de lijn enkele keersluizen zijn opgenomen. Tijdens de watersnoodramp van 1953 voorkwam de spoordijk het onderlopen van het land ten noorden ervan. Een deel van de spoordijk is naast het spoor in de jaren 90 verhoogd en loopt samen met de dijk op deltahoogte. Dit project werd in 1995 afgerond met de aanleg van de Delflandse Buitensluis bij Vlaardingen, waar de oude draaibrug werd vervangen door een nieuwe ophaalbrug.
In aansluiting op de Hoekse Lijn was er van 1907 tot 1971 (laatste spoor opgebroken) een werkspoor langs de kust van Hoek van Holland tot Kijkduin (bereikt in 1923). Eigenaar was het Hoogheemraadschap van Delfland, dat de spoorlijn gebruikte voor aanvoer van materialen voor de kustverdediging. De Duitse bezetters gebruikten die spoorlijn vanaf 1942 voor de bouw van de Atlantikwall.
De spoorlijn werd geëlektrificeerd in 1935. Hierbij kreeg de eindhalte Hoek van Holland (Eindpunt) de naam Hoek van Holland Strand. Voor de elektrificatie werden acht stroomlijn-tweewagentreinstellen Mat '35 aangeschaft. Zij waren een voorloper van de grote serie Mat '36, die werd gebouwd voor de elektrificatie van het Middennet. 

### Treinramp in Schiedam
Op 4 mei 1976 vond vlak bij het Station Schiedam Rotterdam-West een frontale botsing plaats tussen een internationale sneltrein en de stoptrein komende vanuit Rotterdam. Bij deze treinramp kwamen 24 mensen om het leven.

### Ongeval bij spoorbrug in Vlaardingen
Doordat de draaibrug te Vlaardingen niet geheel gesloten en vergrendeld was ontspoorde op 15 september 1980 een Sprinter (NS 2049), die vervolgens op zijn zijkant naast de brug terechtkwam. Een bovenleidingportaal raakte ontzet, maar voorkwam dat het treinstel in het water viel. Alleen de draaistellen kwamen in het water terecht.

### Internationaal verkeer
In Hoek van Holland Haven bestaat aansluiting op de veerdienst naar Harwich in Engeland. Voordat de dienstregeling van 2007 werd ingevoerd, reed in aansluiting op de catamarandienst van Stena Line twee keer per dag een boottrein van en naar Amsterdam Centraal. De catamarandienst van Stena Line is op 7 januari 2007 opgeheven. Daarbij is de bijbehorende treindienst vervallen.
In vroeger tijden reden er in aansluiting op de veerdiensten ook treinen naar buitenlandse bestemmingen als Scandinavië, Berlijn, Warschau en zelfs Moskou. Sinds de opening van de Kanaaltunnel in 1994 en de verschuivingen in het verkeer over zee en door de lucht naar Engeland, zijn deze internationale treinen van en naar Hoek van Holland verdwenen.

### Voorstadslijn
Na het opheffen van de laatste boottrein in 2006 fungeerde de Hoekse Lijn voornamelijk als voorstadslijn die verschillende plaatsen langs de lijn verbindt met Rotterdam Centraal. Van 2007 tot 2017 reden alle treinen op dit traject van en naar Rotterdam Centraal.
In de loop der jaren werden drie voorstadshaltes geopend: Schiedam Nieuwland, Vlaardingen West en Maassluis West. De dienst werd uitgevoerd met treinstellen van het type SGMm Sprinter. Verder reden er regelmatig goederentreinen naar Vlaardingen (minstens 1 keer per dag) en Maassluis.
NS testte van 2006 tot 15 augustus 2008 de OV-chipkaart op deze lijn. Daartoe werden er poortjes op de perrons geplaatst die geopend konden worden met de chipkaart, maar ook met een gewoon treinkaartje en zelfs een willekeurig stukje papier.
In december 2007 werd de treindienst gedecentraliseerd. De Stadsregio Rotterdam (en later haar opvolger Metropoolregio Rotterdam Den Haag) trad sindsdien op als concessieverlener. De lijn werd niet openbaar aanbesteed en werd nog tot 1 april 2017 geëxploiteerd door NS.

### Treindienst
Tot en met 31 maart 2017 werd de Hoekse Lijn bediend door de volgende treinseries:
| Serie | Treinsoort | Route | Frequentie en bijzonderheden |
| ----- | ---------- | --- | --- |
| 4100  | Sprinter   | Rotterdam Centraal - Vlaardingen Centrum - Maassluis - Maassluis West - Hoek van Holland Haven - Hoek van Holland Strand | Rijdt tussen Hoek van Holland Haven en Hoek van Holland Strand slechts 6x per dag (tussen 10:30 en 15:30, 1x/uur).                                            |
| 4200  | Sprinter   | Rotterdam Centraal - Vlaardingen Centrum - Maassluis - Maassluis West - Hoek van Holland Haven                           | Rijdt niet na 20.00 uur en op zondag. Op vrijdagavond rijdt deze treinserie tot 22:00 uur. In de ochtendspits enkele treinen van/naar Hoek van Holland Haven. |
| 7100  | Sprinter   | Rotterdam Centraal - Vlaardingen Centrum                                                                                 | Vier keer per uur. Rijdt uitsluitend in de spits. |

### Einde van de treindienst
Per 1 april 2017  stopte de exploitatie van de passagierstrein op dit traject. Ter gelegenheid van de sluiting op 31 maart 2017 waren er enkele afscheidsritten. Naast de reguliere dienst reed historisch materieel van station Rotterdam Centraal naar station Hoek van Holland Haven of Strand. Door treinstel 766 (Mat '54) werd een boottrein gereden van station Amsterdam Centraal naar Hoek van Holland Haven en weer terug. Daarnaast reden de treinstellen 273 (Mat '46) en 876 (Mat '64) pendelritten over de lijn. Kaartjes voor deze historische ritten konden worden gekocht bij een speciaal loket op Rotterdam Centraal dat was te vinden op spoor 1.

## Metrolijn

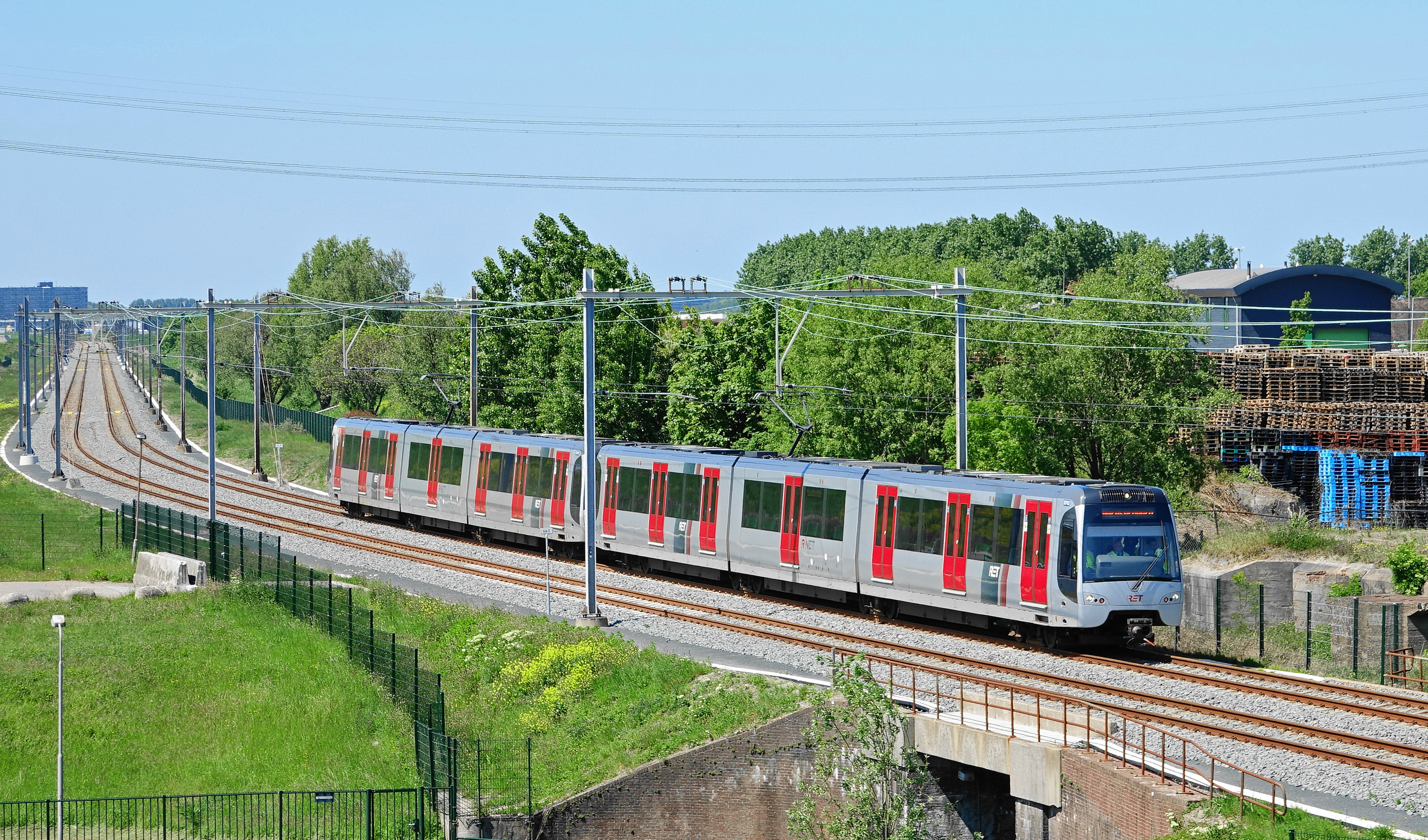
Metro tussen Vlaardingen en Hoek van Holland tijdens het proefbedrijf, 15 mei 2019

Metronet sinds 31 maart 2023 met lijn A en lijn B van de Hoekse Lijn

De Metropoolregio Rotterdam Den Haag besloot de exploitatie van het passagiersvervoer op dit traject over te nemen maar dit te laten uitvoeren als metrolijn door de RET. Nabij Schiedam Centrum is de lijn aangesloten op het Rotterdamse metronetwerk en is er een verbinding tussen Hoek van Holland en Nesselande. De spoorlijn werd daarmee onderdeel van metrolijn B. In 2017-2019 is de lijn aangepast en bij station Schiedam Centrum aangesloten op de Rotterdamse metro. Bij de bouw van metrostation Schiedam Centrum is hiermee rekening gehouden door de aanleg van viaducten richting de Hoekse Lijn. De Hoekse Lijn is daarmee, net als de Hofpleinlijn, een metro/sneltramdienst geworden, waarbij de spanning op de bovenleiding is verlaagd van 1500 naar 750 volt.
Goederenvervoer met diesellocs over de lijn is na de verbouwing mogelijk tot station Maassluis, met de optie om dit in de toekomst verlengen tot Hoek van Holland. Omdat metrotreinstellen smaller zijn dan goederentreinen wordt er strengelspoor bij stations toegepast. De spoorlijn is daardoor geen metrobaan. Er worden geen goederentreinen gereden tot het Vopak-terrein totdat dit bedrijf een omgevingsvergunning heeft ontvangen.
Doordat metrotreinstellen sneller kunnen optrekken en afremmen dan Sprinters, ontstond ruimte voor nieuwe stations. In het westen van Maassluis is het nieuwe station Steendijkpolder gebouwd. Ook met de mogelijkheid van een station ter hoogte van de Maeslantkering wordt rekening gehouden.
De rechtstreekse treinverbinding tussen de stations van de Hoekse Lijn en Rotterdam Centraal is sinds de verbouwing tot metrolijn vervallen. De twee sporen die tussen Rotterdam Centraal en Schiedam Centrum zijn vrijgekomen, zullen na verbouwing van het spooremplacement in een later stadium deel uitmaken van de deels viersporige lijn Rotterdam – Delft – Den Haag. Doorgaande reizigers op de Hoekse Lijn kunnen na de verbouwing op Schiedam Centrum, Rotterdam Blaak of Rotterdam Alexander overstappen op de trein of op Schiedam Centrum en Beurs op een andere metrolijn.

### Dienstuitvoering
Metrolijn A (vanaf 1 november 2019) en metrolijn B van de Rotterdamse metro, geëxploiteerd door de RET, rijden na de verbouwing tot Vlaardingen West respectievelijk Hoek van Holland (alleen lijn B). De frequentie wordt verhoogd tot 12 ritten per uur op het traject Schiedam Centrum – Vlaardingen West v.v. Het in latere instantie geplande nieuwe eindstation Hoek van Holland Strand is geopend op  31 maart 2023.
Sinds 1 november 2019 rijdt de Metrolijn A doordeweeks in de spits tussen het metrostation Binnenhof in Rotterdam en het metrostation Vlaardingen West - er stopt dan elke vijf minuten een metro bij metrostation Schiedam Nieuwland en de drie stations in Vlaardingen. De metro's op lijn A rijden doordeweeks in de ochtend- en middagspits tussen de stations Binnenhof en Vlaardingen West. De metro's op lijn B rijden vanuit Rotterdam altijd naar het nieuwe station Steendijkpolder, de helft van de metro's rijdt vervolgens door naar Hoek van Holland Haven. Tijdens de zomervakantie en op zondagen in het strandseizoen (Hemelvaart t/m september) rijden tussen 10:30 en 19:00 uur alle metro's op lijn B door naar Hoek van Holland Haven. Deze metro's rijden sinds 31 maart 2023 door naar Hoek van Holland Strand.

## Uitstel tijdens verbouwing
De verbouwing tot metrolijn kostte meer tijd en werd duurder dan voorzien. Bij de start van de verbouwing in april 2017 werd uitgegaan van een heropening na vijf maanden. Dit bleek niet haalbaar. Vervolgens zou de lijn met als voorlopige eindstation Hoek van Holland Haven vanaf februari 2018 in bedrijf gaan. In december 2017 werd bekend dat deze datum niet haalbaar was (het zou eind 2018 moeten worden) en dat de kosten ook hoger zouden worden. In augustus 2018 werd bekendgemaakt dat opening voor het einde van 2018 "hoogst onzeker" zou worden, omdat ook tijd is gemoeid met vergunningverlening en proefrijden en omdat er problemen zijn met de beveiligingssoftware. In september 2018 werd bekend dat de lijn niet eerder dan eind januari 2019 in bedrijf zou komen. Dit was de derde keer dat de opening werd uitgesteld. In november 2018 kwam het vierde uitstel van de opening: deze was nu voorzien voor eind februari 2019, maar in januari 2019 werd aangekondigd dat de opening "op zijn vroegst in mei 2019" zou plaatsvinden door aanhoudende problemen met de software. De prognose van mei 2019 was dat de lijn in september 2019 met passagiers zou gaan rijden.

### Indienststelling
Na vijf mislukte pogingen kon de lijn uiteindelijk per 30 september 2019 met succes geopend worden voor reizigersverkeer per metro. Op 28 september 2019 konden belangstellende reizigers op een "open dag" reeds kennismaken met de nieuwe verbinding van de B-lijn door vrij te reizen op het traject tussen Schiedam Nieuwland en Hoek van Holland Haven. Op 30 september 2019, twee jaar later dan oorspronkelijk gepland, ging de metro rijden op het oude spoortraject tussen Schiedam en Hoek van Holland, waarbij te Maassluis ook het geheel nieuwe metrostation Steendijkpolder in gebruik werd genomen.

### Vervangende busdiensten
Tijdens en kort na de verbouwing was er onder de naam Vervangend Vervoer Hoekse Lijn een vervangende dienst met snelbussen. Als tegemoetkoming voor het vertraagd gereedkomen van de metro was het kilometertarief sinds 1 februari 2018 verlaagd. Als backup bij storingen bleven de vervangende bussen in een aangepaste dienstregeling tijdens de opstartfase van de metro op de Hoekse Lijn - ca. vier weken vanaf maandag 30 september 2019 - ook nog rijden. Het verlaagde tarief gold in deze fase ook voor de metro op het nieuwe traject.

## Trivia
Teleurstelling met het langdurig uitblijven van de metrolijn en blijdschap over de opening vormden inspiratie voor liedjes:
- Op de metro, ach we wachten al zo lang in februari 2019 van Sandy Struijs[35]
- Wachten op de Hoekse Lijn van de Rotterdamse coverband Bahama's[36]
- Is dit de Lijn naar Hoek van Holland? van de Westlandse zanger Gene Travis[37]
- Hé kijk nou wat komt daar aan? van Sandy Struijs op 26 september 2019
- een gedicht van Schiedamse stadsdichter Yvette Neuschwanger-Kars dat op 27 februari 2019 in het Nieuwe Stadsblad werd gepubliceerd.[38]
- Metro aan Zee van Gene Travis op 29 maart 2023[39]

Door een foutje was de volledige Hoekse lijn in januari 2010 al te zien op het routebord op metrostation Coolhaven (zie foto).
Het is niet de eerste keer dat een railverbinding -in dit geval de metro als opvolger van de trein- die niet bij de spoorwegen hoort dicht bij een strand komt. Zo was er de RTM. Die reed onder andere dwars door Oostvoorne, en daarna zijn er twee eindpunten bij en zelfs echt op het strand geweest. Een daarvan lag zo dichtbij bovenop het duin, dat na een storm in 1921 de rails opeens echt op het strand lag. Maar natuurlijk niet meer in bruikbare vorm. Van herstel werd afgezien, maar de lijn werd in andere richting verplaatst en later tot op het strand geleid. In 1965 werd deze lijn opgeheven.

## Galerij

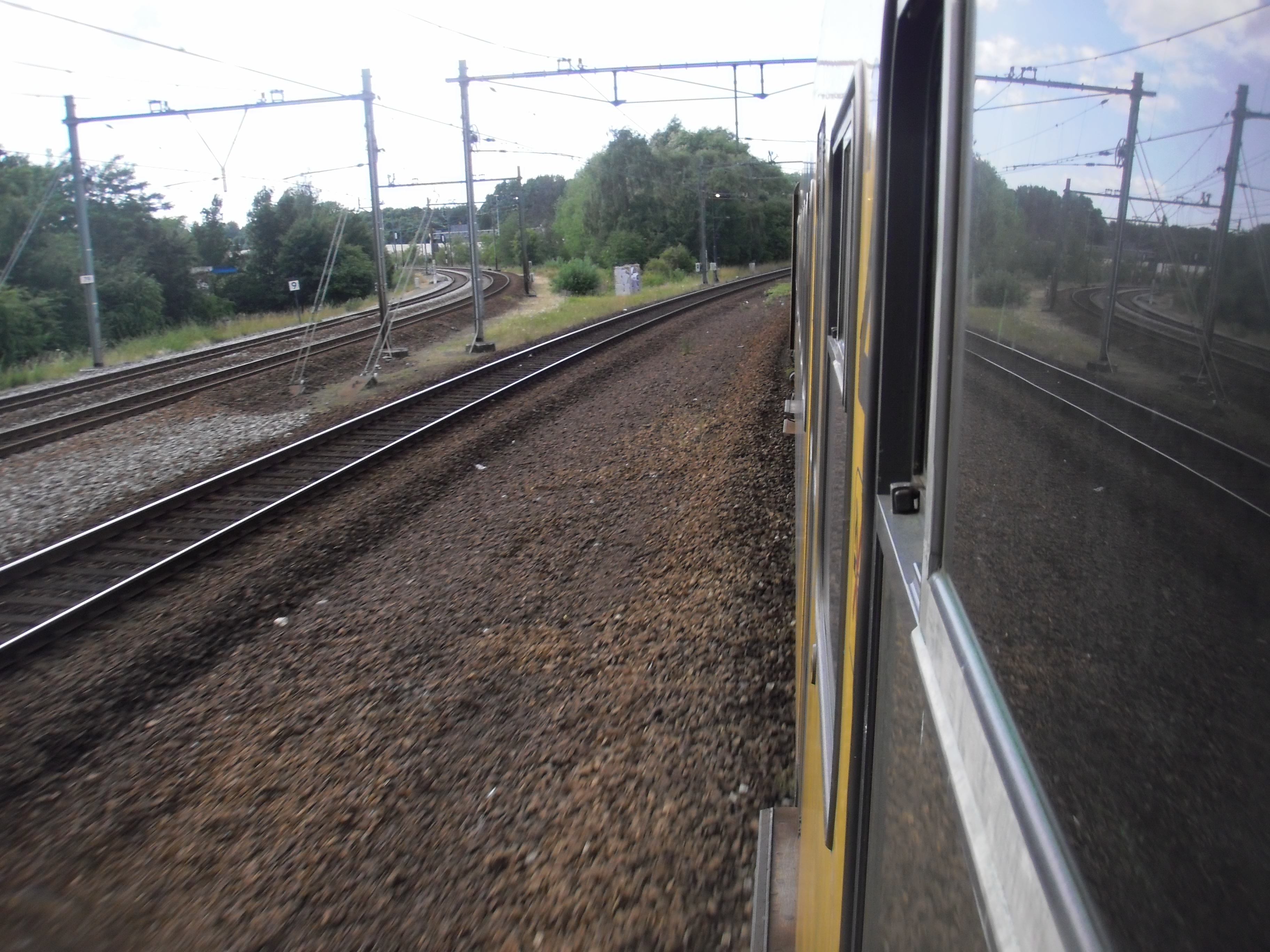
De Hoekse Lijn buigt hier links af vanaf de spoorlijn van Rotterdam richting Den Haag.
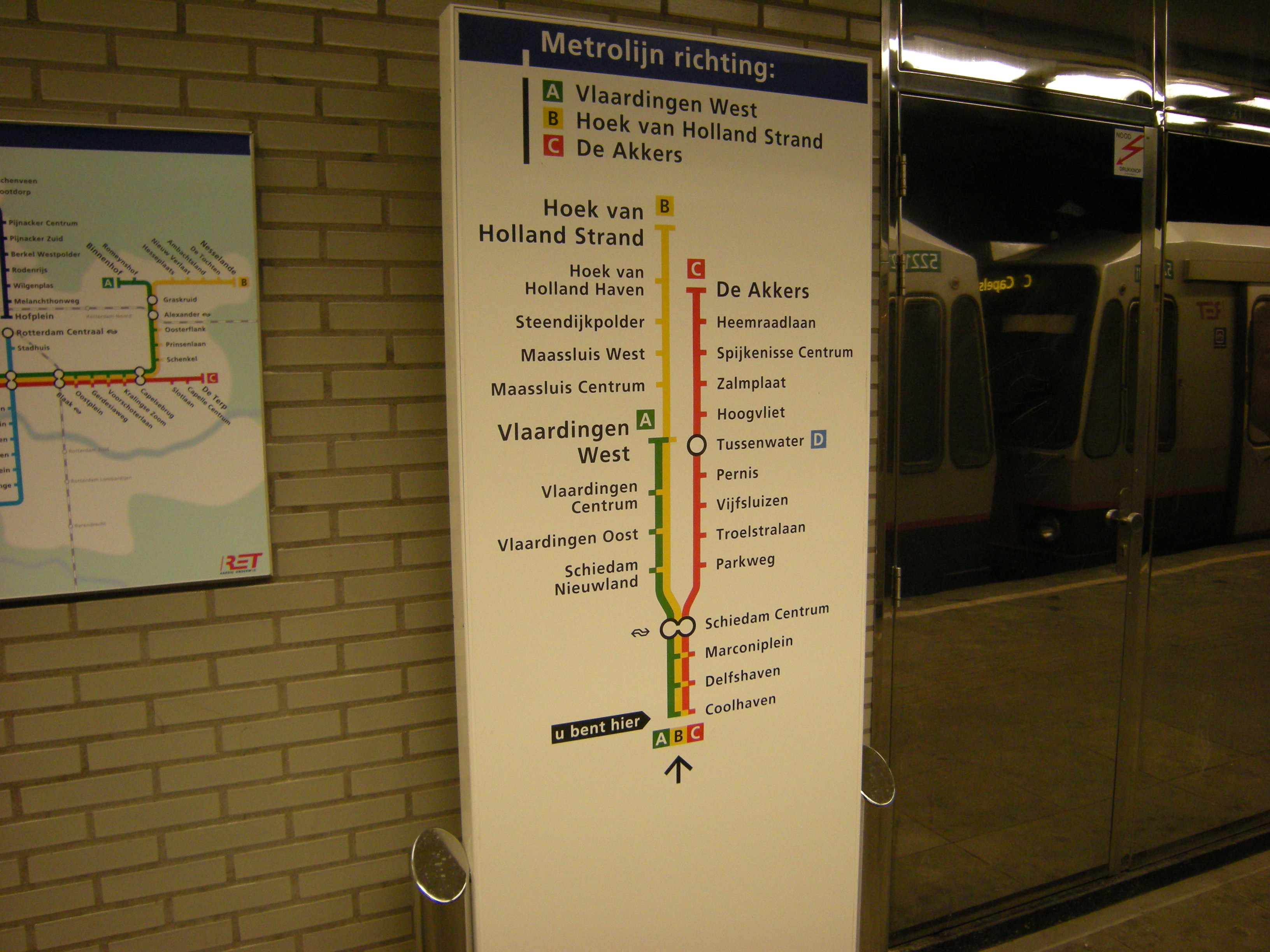
Routebord op metrostation Coolhaven; januari 2010 (later weer verwijderd).
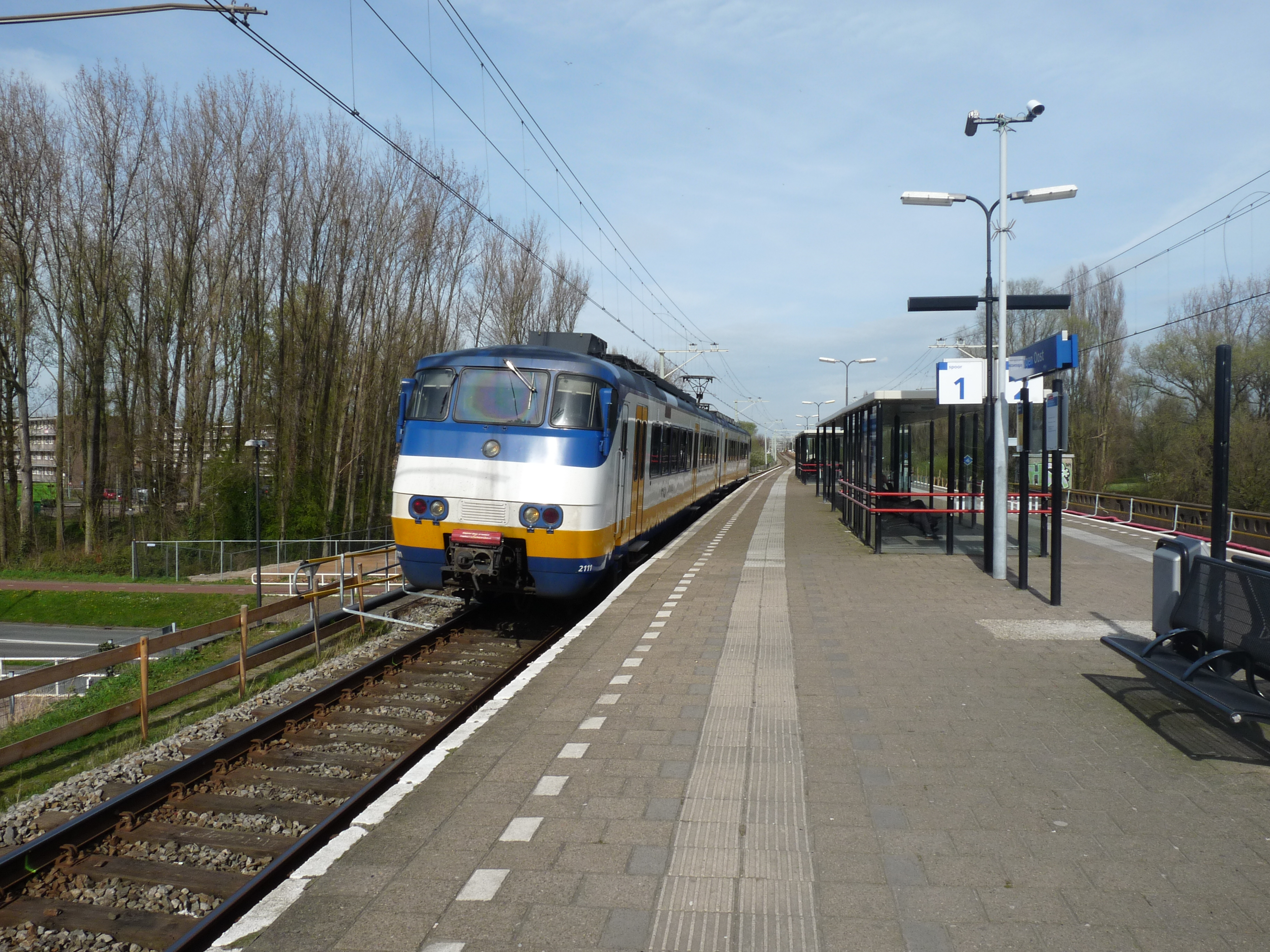
Vlaardingen Oost
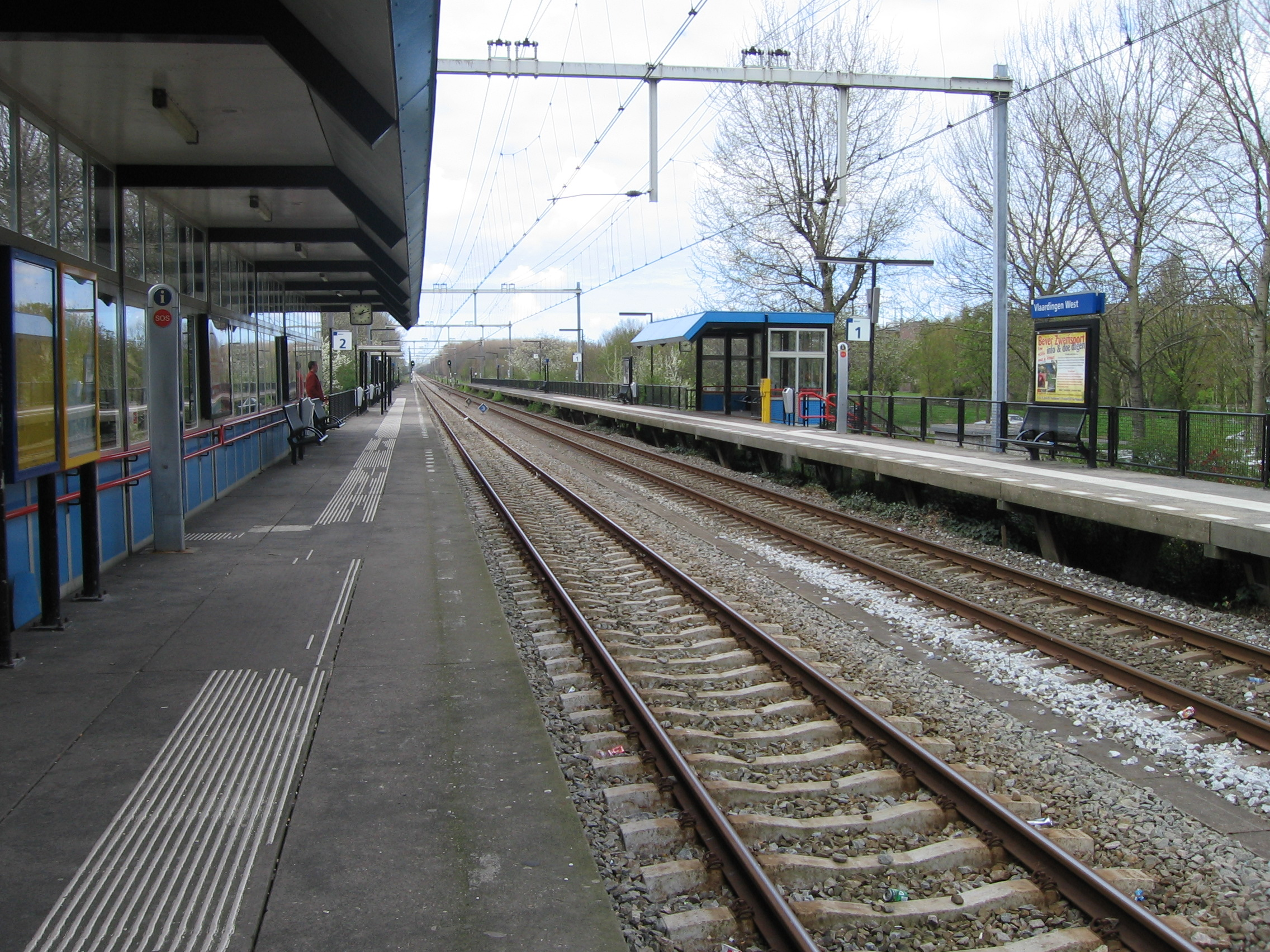
Vlaardingen West
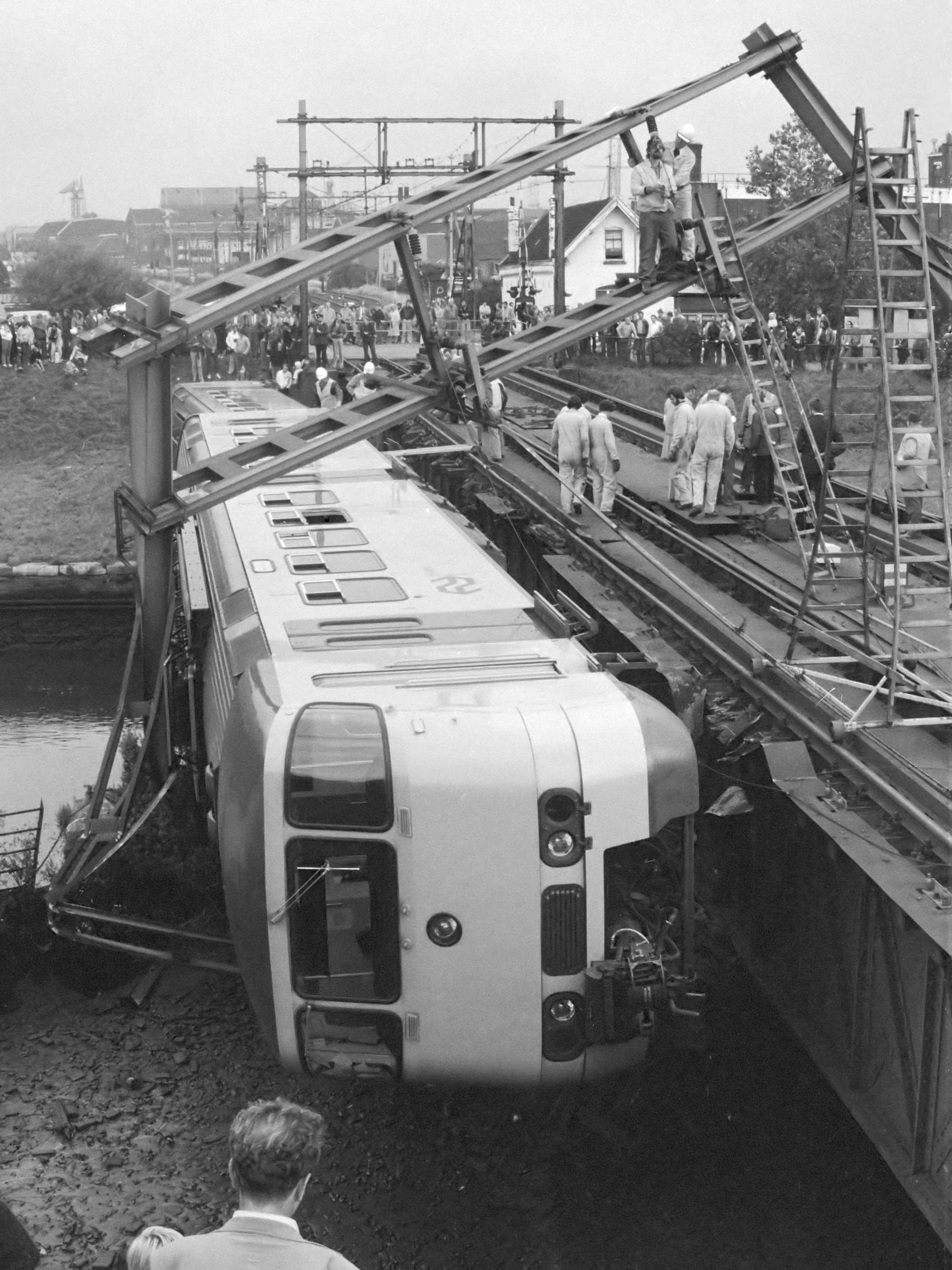
Spoorwegongeval op de spoorbrug bij Vlaardingen (15 september 1980)
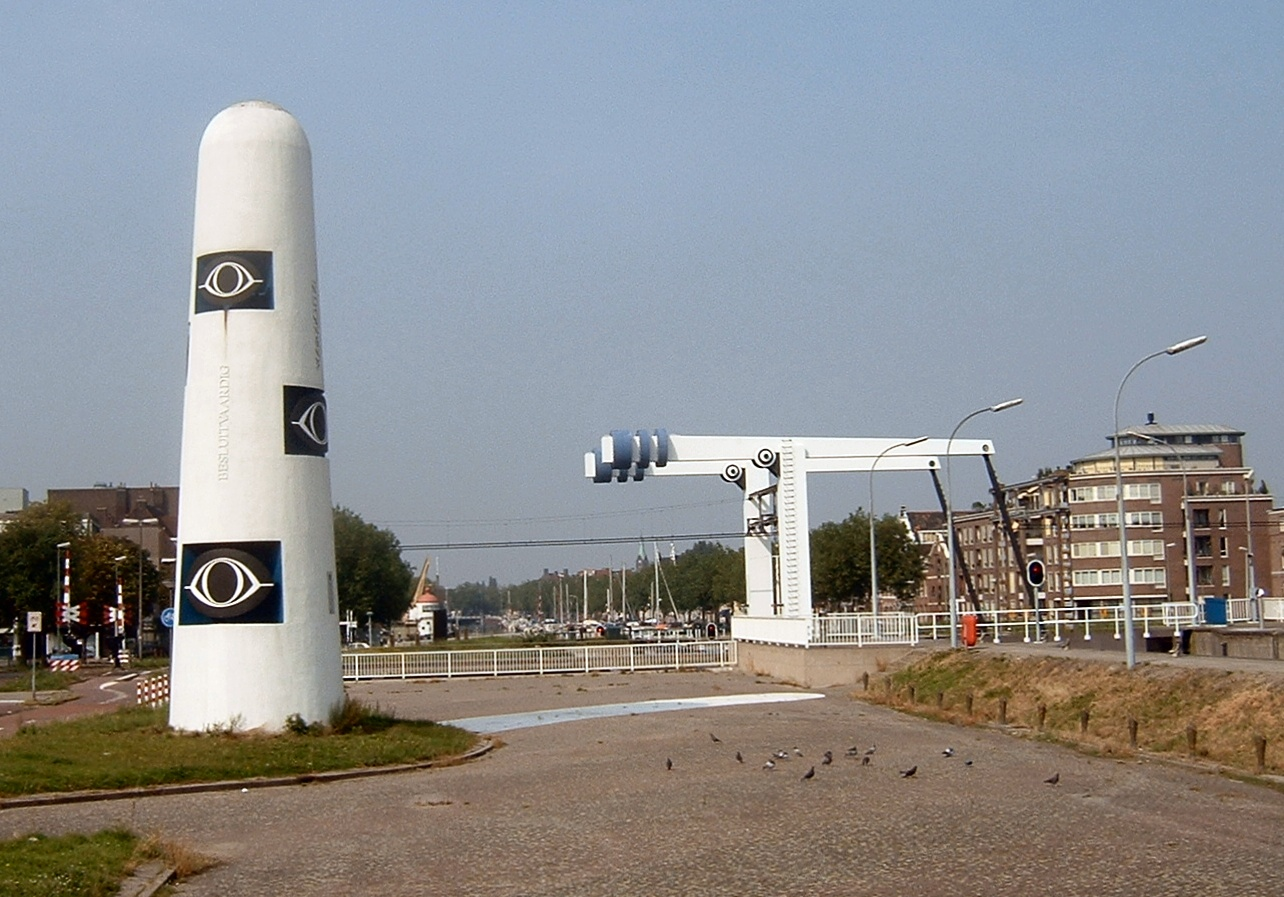
Spoorbrug over de Delflandse Buitensluis bij Vlaardingen
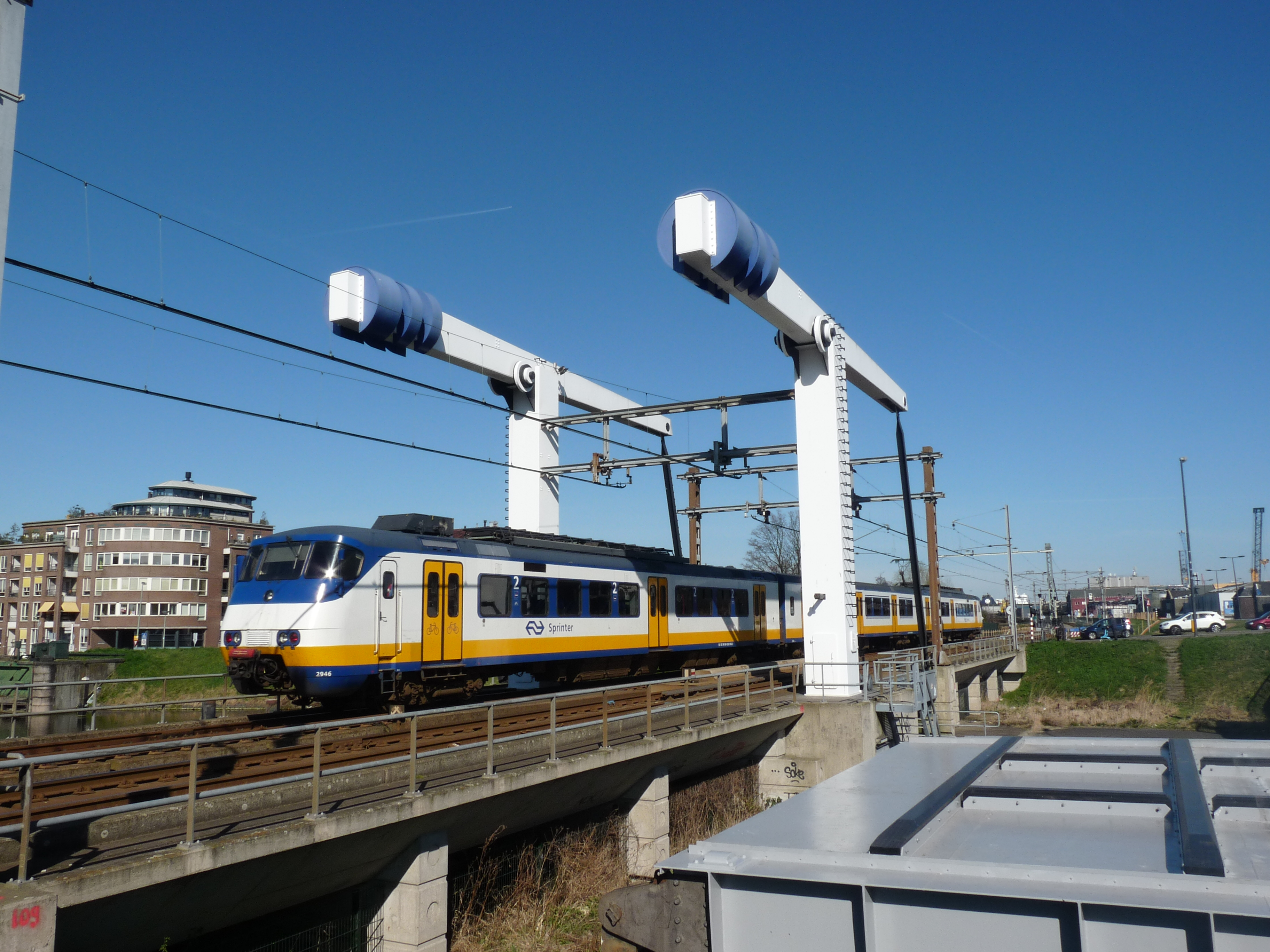
Spoorbrug Vlaardingen met Sprinter, 2017
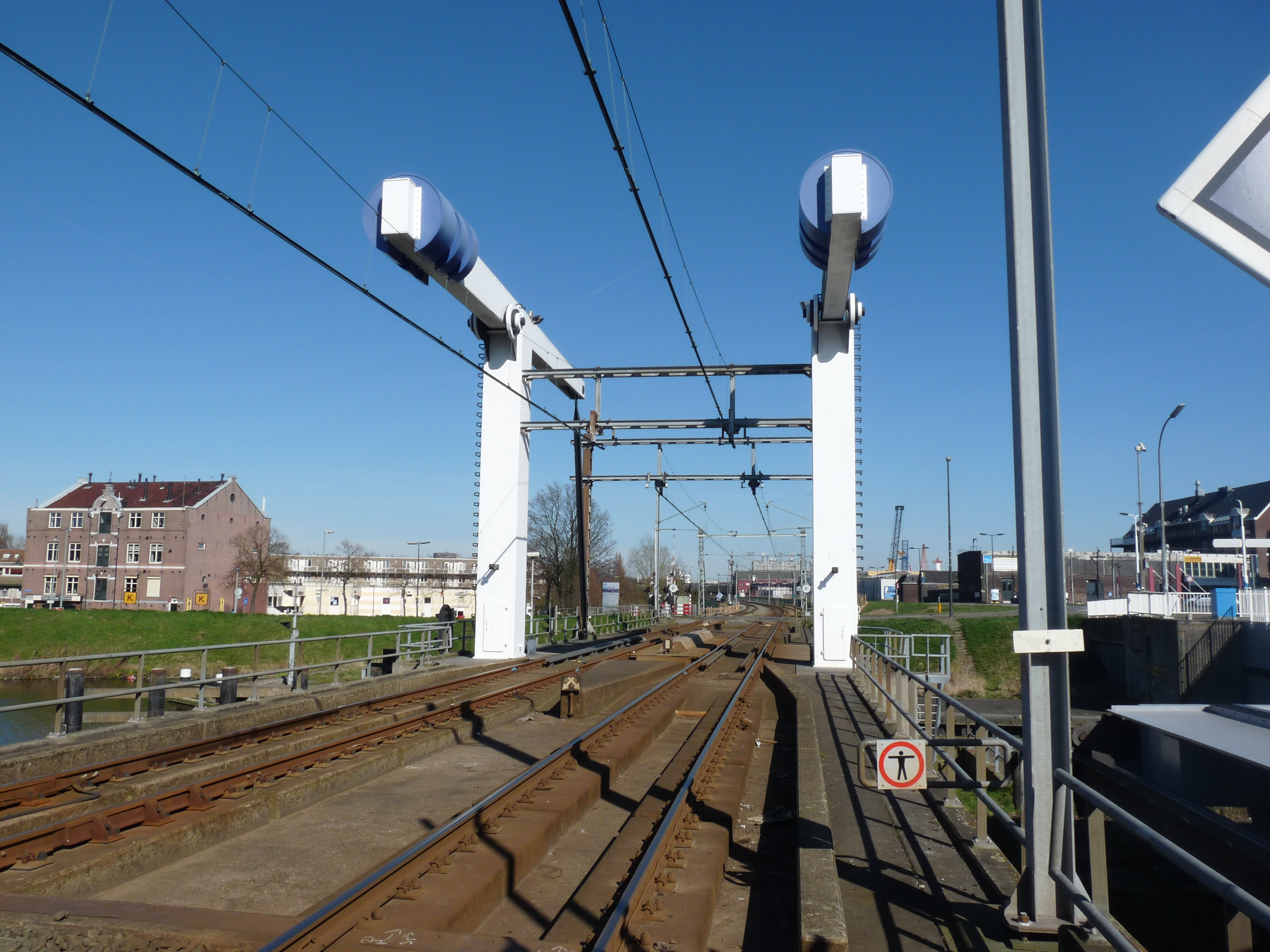
Gezien vanaf het spoor, 2017
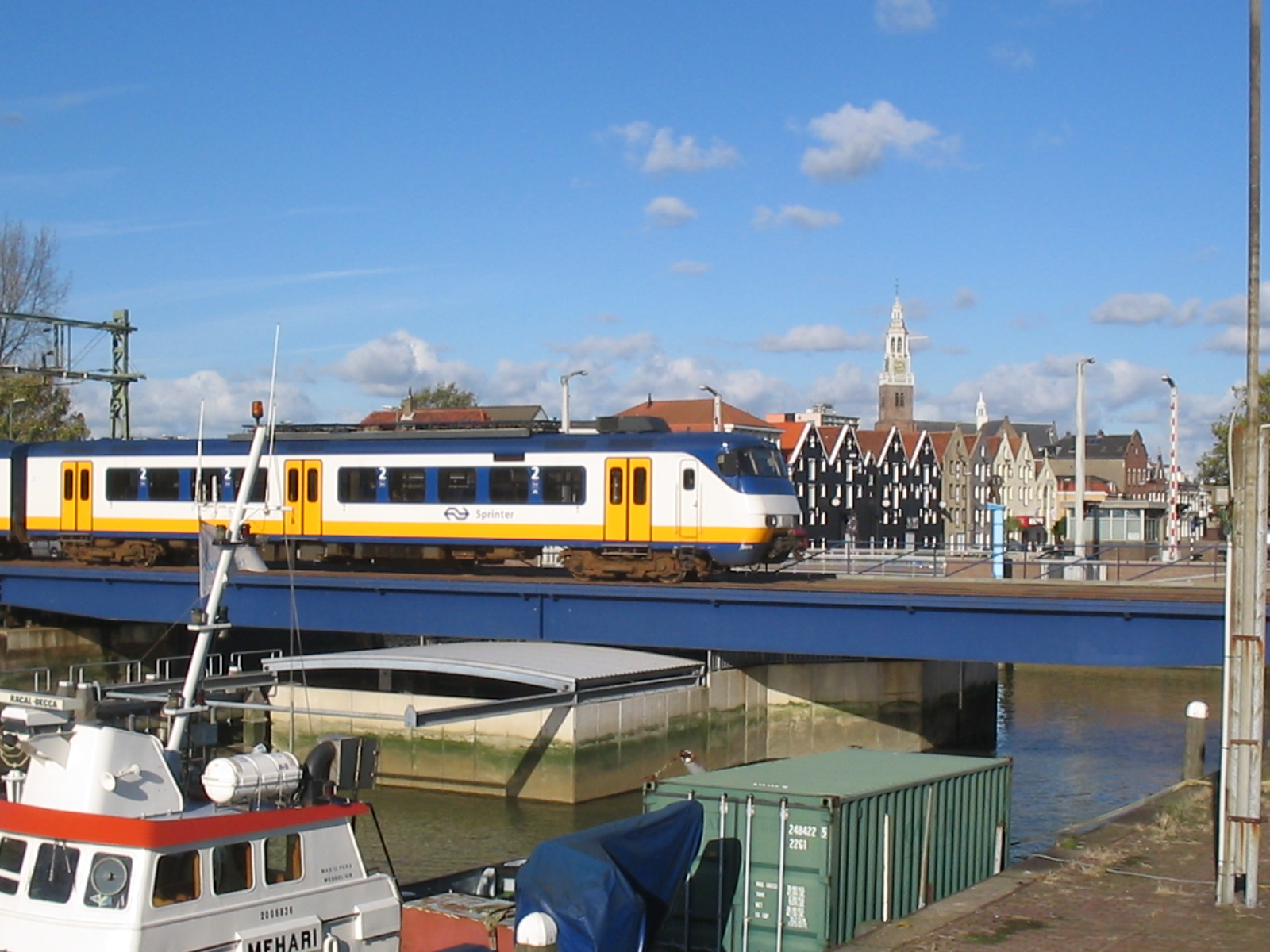
Een Sprinter rijdt over de draaibrug te Maassluis.
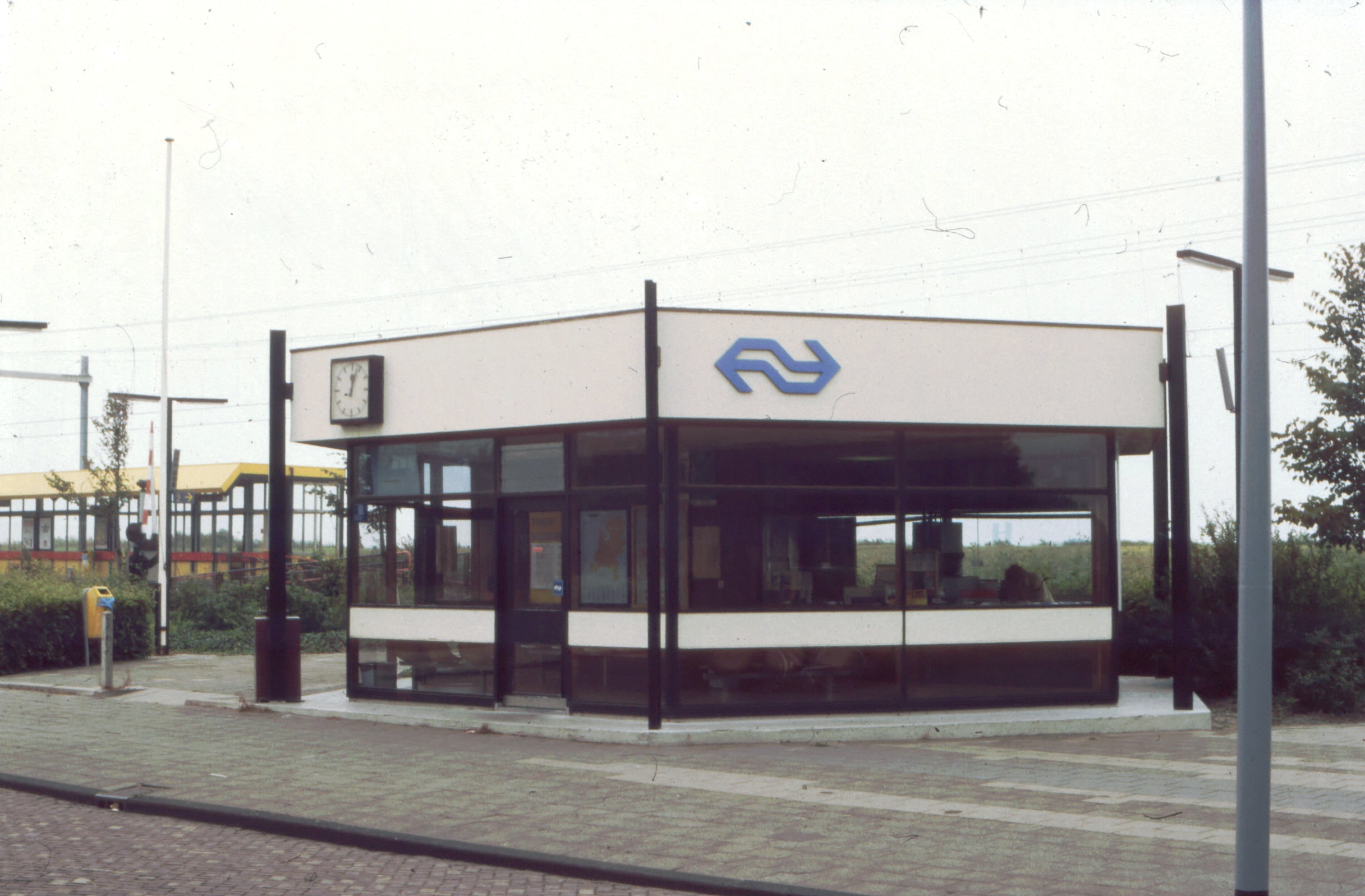
Sextant te Maassluis West
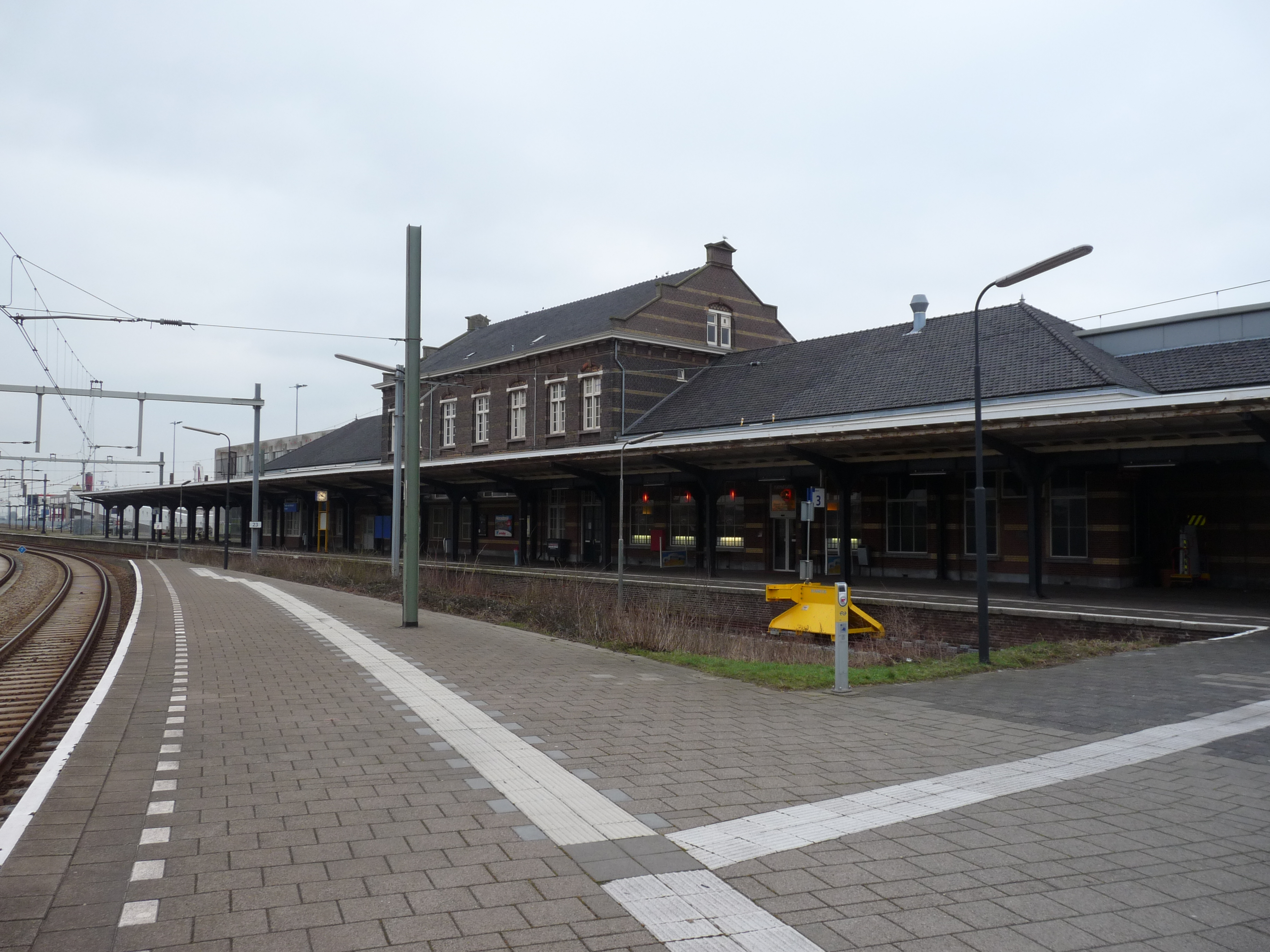
Hoek van Holland Haven in 2017. Rechts nog het oude kopspoor langs het stationsgebouw.
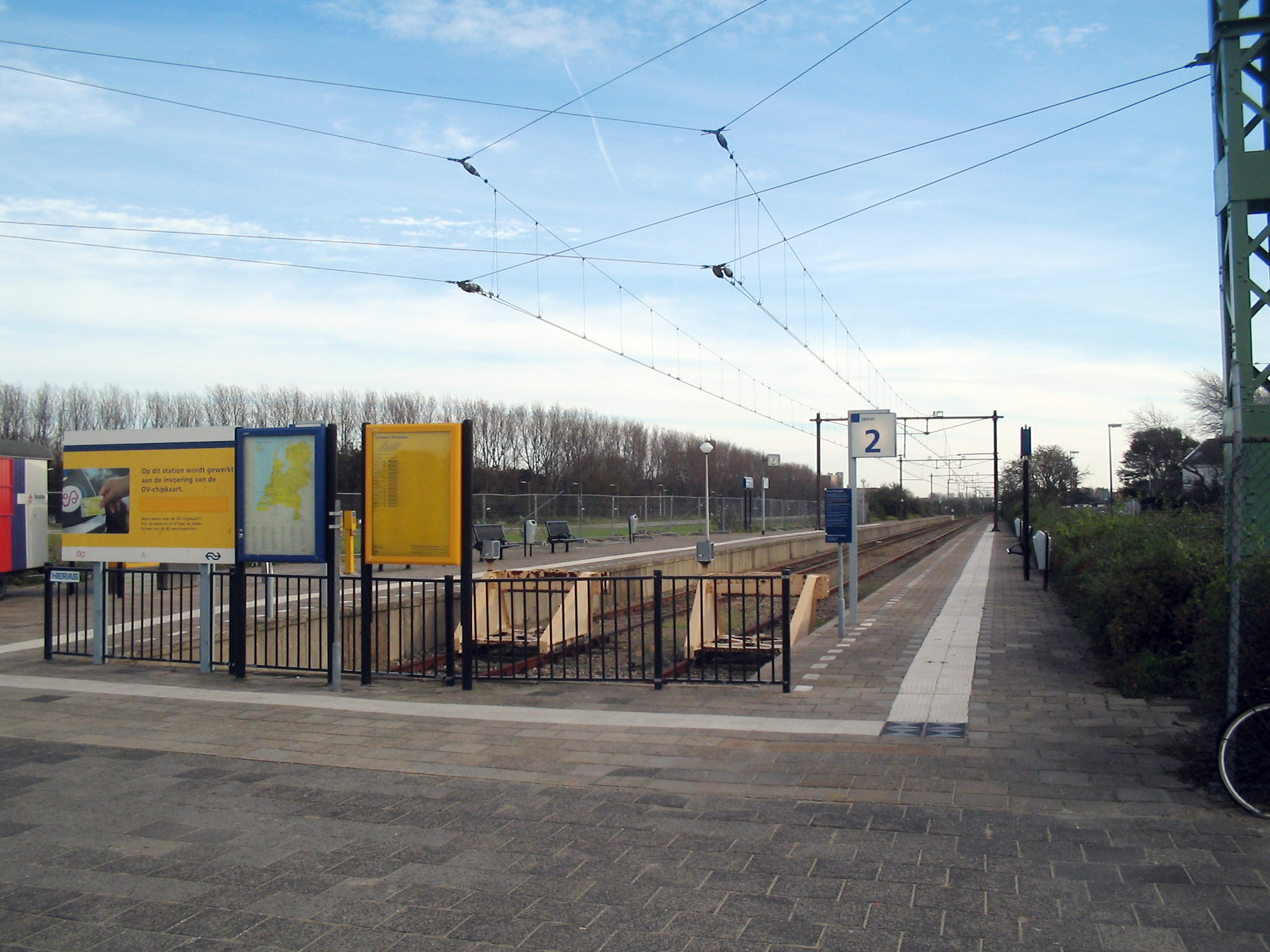
Het spoor houdt op bij Hoek van Holland Strand.